# Osvaldo Dorticós Torrado
Osvaldo Dorticós Torrado (Cienfuegos, 17 april 1919 - Havana, 23 juni 1983) was de tweede president van het revolutionaire Cuba.
Osvaldo Dorticós was een welvarende advocaat die lid werd van Fidel Castro's M-26-7 (Beweging van de 26ste Juli). Hij werd in 1958 gevangengenomen en vluchtte later naar Mexico. Na Castro's overwinning in januari 1959, keerde Dorticós naar Cuba terug. Hij werd vervolgens opgenomen in Castro's kabinet als minister van Rechtsaangelegenheden.
Op 18 juli 1959 volgde hij Manuel Urrutia Lleó op als president van Cuba. Op 26 maart 1962 werd Dorticós opgenomen in het Secretariaat en het Nationaal Directoraat van de Verenigde Partij van de Cubaanse Socialistische Revolutie (PURSC) en op 3 oktober 1965 werd hij in het Politbureau en het Secretariaat van de Communistische Partij van Cuba gekozen. In 1975 en 1980 werd hij als politbureaulid herkozen.
Als gevolg van een grondwettelijke verandering legde Dorticós op 3 december 1976 het presidentschap neer ten gunste van Fidel Castro. Dorticós bleef tot zijn dood in 1983 een belangrijk politicus en was nog lid van het Centraal Comité van de Partij op het moment van zijn overlijden. Hij leed aan een aandoening aan zijn wervelkolom en was van streek door de recente dood van een vriendin.